# Paul Gordon (musicien)
Pour les articles homonymes, voir Gordon et Paul Gordon (compositeur).
Paul Christian Gordon (Newport, Rhode Island, 19 octobre 1963 - Nashville, Tennessee, 18 février 2016) est un musicien, compositeur et producteur américain. Claviériste et guitariste, il était un membre de New Radicals et claviériste de The B-52's de 2007 jusqu'à sa mort en 2016.

## Carrière
Gordon travaillé avec Natasha Bedingfield, Goo Goo Dolls, The B-52's, Danielle Brisebois, New Radicals, Prince, Jennifer Nettles, Lisa Marie Presley, Charles and Eddie, The Devlins, Eran DD, Jeffrey Gaines, John Gregory, Nona Hendryx, Carly Hennessy, The Juliet Dagger, Jill Jones, Chaka Khan, Lila McCann, Mandy Moore, Jenny Muldaur, Trine Riene, Wild Orchid et David Yazbek.
Gordon a aussi composé de la musique pour la télévision et le cinéma. Ses clients était notamment la Fox Broadcasting Company, ABC Family et Spike TV.
Certaines des compositions qu'il a écrites ou co-écrites comprennent les thèmes pour Digimon, Transformers: Robots in Disguise, Power Rangers : Force animale, Great Pretenders (en) et Stripperella (en).

## Vie personnelle
Gordon était marié à Jennifer Lysak Gordon. Ils ont eu ensemble deux fils.

## Mort
Gordon est mort à Nashville, Tennessee, le 18 février 2016 à l'âge de 52 ans d'un maladie inconnue. Ce fait a été annoncé sur la page Facebook des B-52's.